# Arrondissement de Döbeln
 (août 2010).

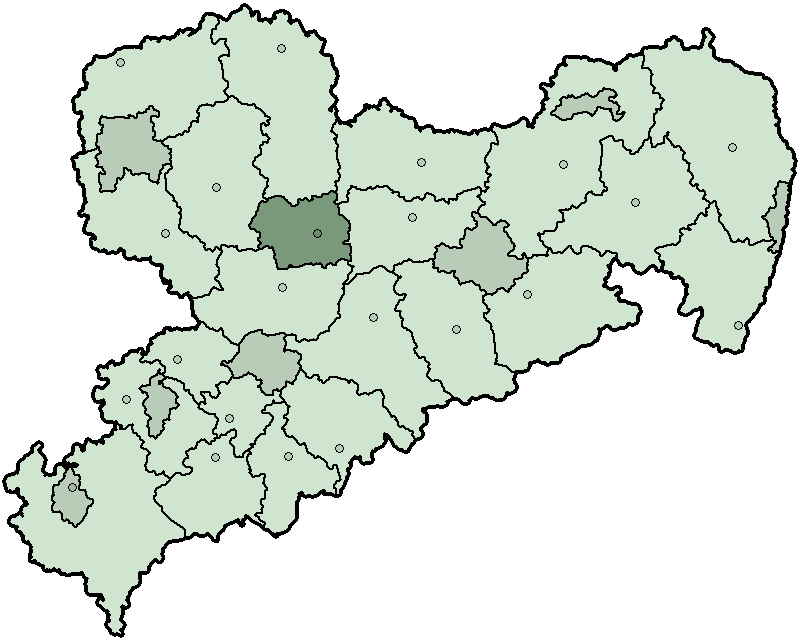
Localisation de l'ancien arrondissement en Saxe

L'arrondissement de Döbeln était un arrondissement ("Landkreis" en allemand) de Saxe  (Allemagne), dans le district de Chemnitz de 1994 à 2008.
Son chef-lieu était Döbeln.
Il fut regroupé avec d'autres arrondissements le 1er août 2008 selon la réforme des arrondissements de Saxe de 2008.

## Villes et Communes
(nombre d'habitants en 2007)
| Städte 1. Döbeln (20.939) 2. Hartha (8.193) 3. Leisnig (6.752) 4. Roßwein (7.325) 5. Waldheim (8.805) Verwaltungsgemeinschaften - Verwaltungsgemeinschaft Döbeln mit den Mitgliedsgemeinden Döbeln und Ebersbach - Verwaltungsgemeinschaft Ostrau mit den Mitgliedsgemeinden Ostrau und Zschaitz-Ottewig - Verwaltungsgemeinschaft Roßwein mit den Mitgliedsgemeinden Niederstriegis und Roßwein - Verwaltungsgemeinschaft Waldheim mit den Mitgliedsgemeinden Waldheim und Ziegra-Knobelsdorf | Gemeinden 1. Bockelwitz (2.797) 2. Ebersbach (1.082) 3. Großweitzschen (3.243) 4. Mochau (2.662) 5. Niederstriegis (1.344) 6. Ostrau (4.266) 7. Ziegra-Knobelsdorf (2.319) 8. Zschaitz-Ottewig (Sitz: Zschaitz, 1.436) |